# Étueffont
Étueffont település Franciaországban, Territoire de Belfort megyében. Lakosainak száma 1395 fő (2022. január 1.). Étueffont Lamadeleine-Val-des-Anges, Anjoutey, Grosmagny, Petitmagny és Rougemont-le-Château községekkel határos.

## Népesség
A település népességének változása:
| Lakosok száma | 1471 | 1487 | 1548 | 1491 | 1458 | 1430 | 1401 | 1394 | 1395 |
|               | 2013 | 2015 | 2016 | 2017 | 2018 | 2019 | 2020 | 2021 | 2022 |